# باول غولشميدت
باول غولشميدت (بالإنجليزية: Paul Goldschmidt)‏ هو لاعب كرة قاعدة أمريكي، ولد في 10 سبتمبر 1987 في ويلمنغتون في الولايات المتحدة.

## وصلات خارجية
- باول غولشميدت على موقع دوري كرة القاعدة الرئيسي (الإنجليزية)
- باول غولشميدت على موقعبيزبول رفرنس.كوم (الدوري الرئيسي) (الإنجليزية)
- باول غولشميدت على موقعبيزبول رفرنس.كوم (الدوري الثانوي) (الإنجليزية)
- باول غولشميدت على موقع إي إس بي إن.كوم (أم.أل.بي) (الإنجليزية)
- باول غولشميدت على موقع مشجعي الرسوم البيانية (الإنجليزية)